# Liste der Monuments historiques in Han-devant-Pierrepont
Die Liste der Monuments historiques in Han-devant-Pierrepont führt die Monuments historiques in der französischen Gemeinde Han-devant-Pierrepont auf.

## Liste der Objekte
| Bezeichnung                                                     | Beschreibung                   | Standort                                  | Kennzeichnung | Schutzstatus | Datum | Bild |
| --------------------------------------------------------------- | ------------------------------ | ----------------------------------------- | ------------- | ------------ | ----- | ---- |
| Grabdenkmal für Claude de Housse und Catherine de Buffégnécourt | Stein, farbig gefasst, um 1612 | in der Kirche St-Pierre-et-St-Paul (Lage) | PM54001576    | Inscrit      | 1991  |      |